# Anaphalis bulleyana
Anaphalis bulleyana là một loài thực vật có hoa trong họ Cúc. Loài này được (Jeffrey) C.C.Chang mô tả khoa học đầu tiên năm 1935.